# Franz Haller von Hallerstein
František hrabě Haller z Hallersteinu (německy Franz Graf Haller von Hallerstein, maďarsky Hallerkeöi gróf Haller Ferenc, chorvatsky Franjo Haller grof od Hallerkeöa) (24. března 1796 Sânpaul (dnes Rumunsko) – 5. března 1875 Vídeň) byl uherský šlechtic a rakouský generál. Do rakouské armády vstoupil již na konci napoleonských válek, poté sloužil u různých husarských pluků, zastával také funkce u císařského dvora ve Vídni. V letech 1842–1845 byl bánem v Chorvatsku, později během revoluce v roce 1848 bojoval v Itálii. Aktivní službu završil v letech 1856–1859 jako zastupující vrchní velitel v Uhrách. V armádě dosáhl hodnosti generála jízdy (1859) a o rok později odešel do penze. Poté byl jmenován členem Panské sněmovny (1861) a nakonec obdržel Řád zlatého rouna (1869).

## Životopis

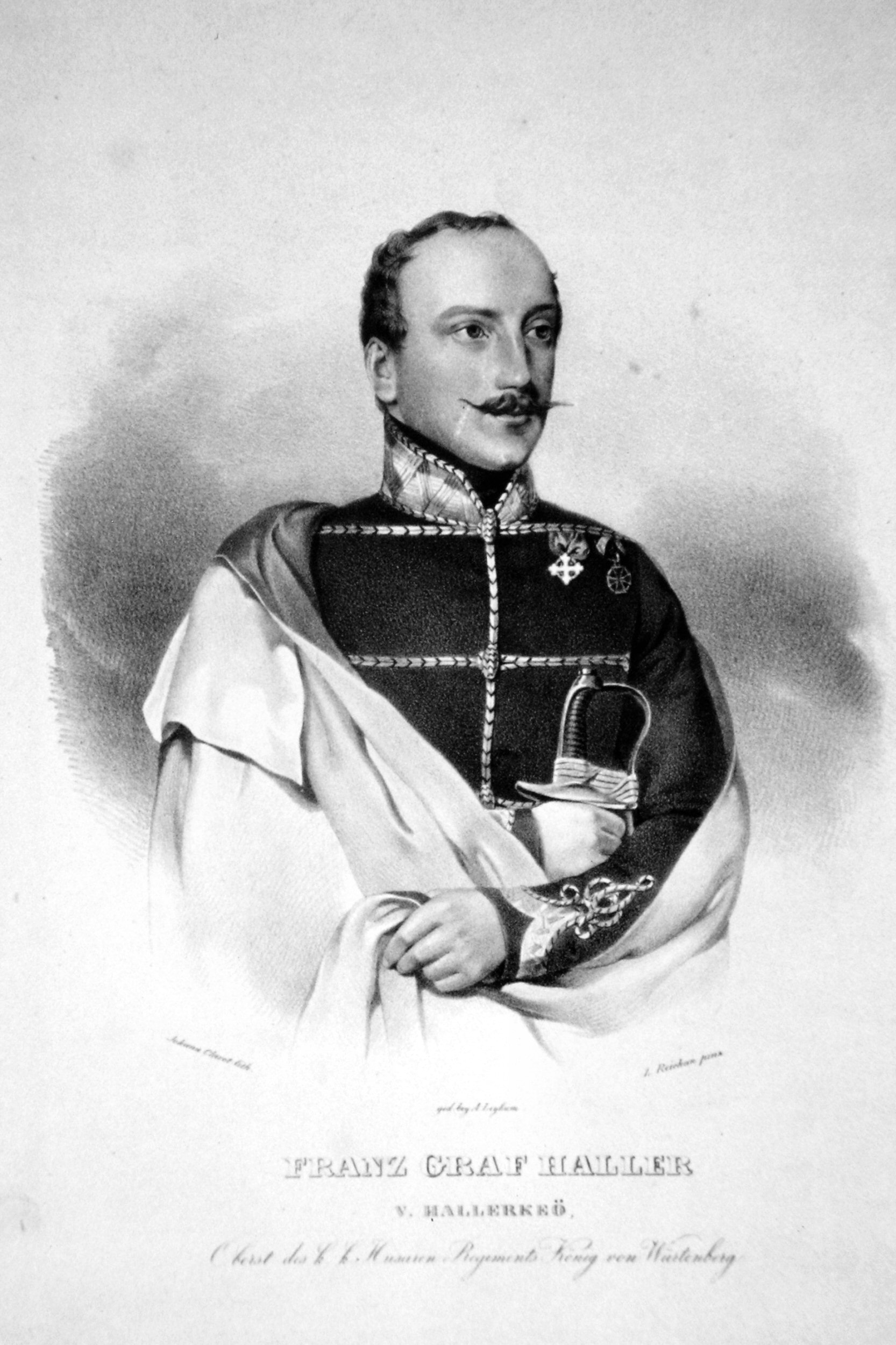
Hrabě Franz Haller jako plukovník (cca 1835, litografie)

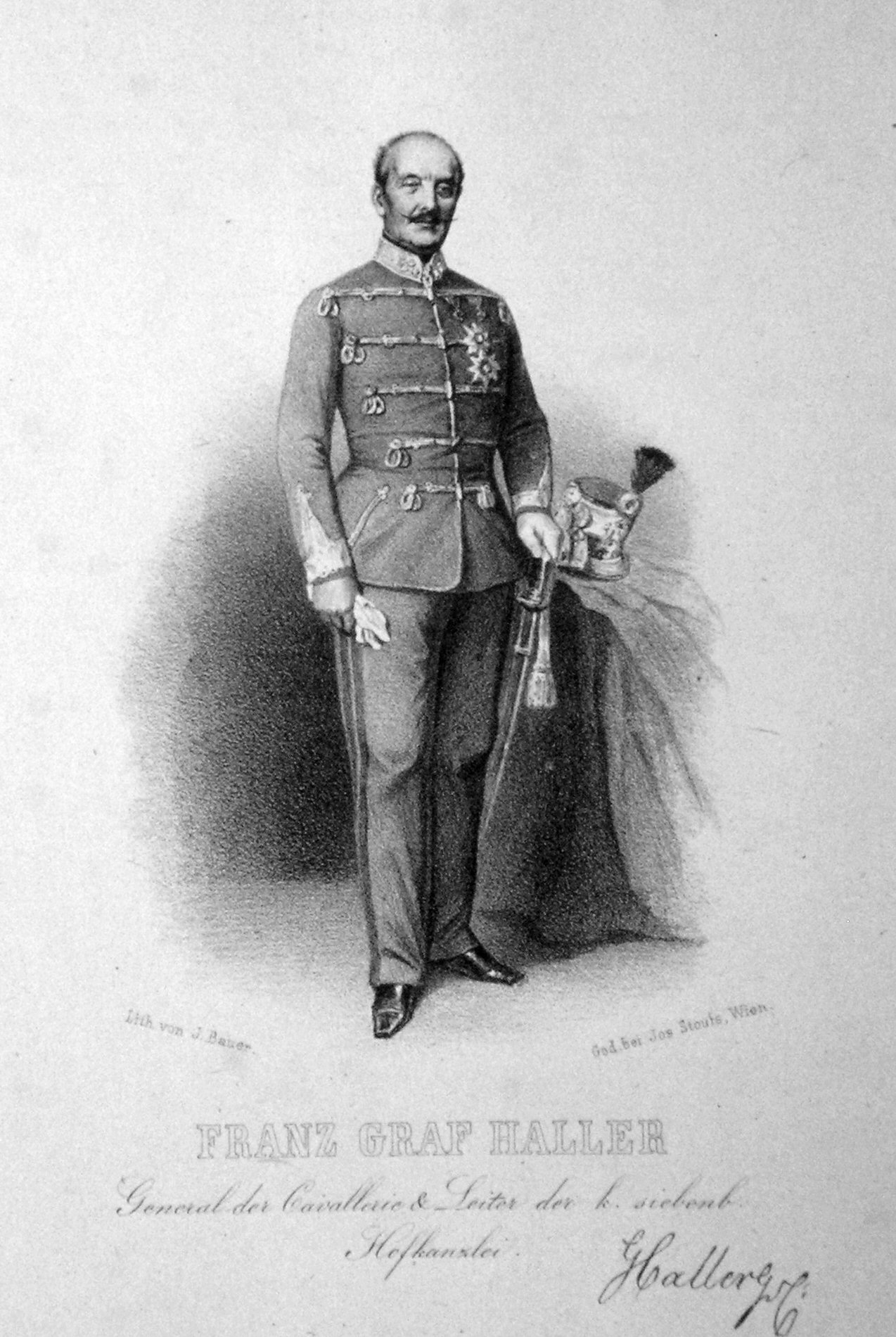
Generál jezdectva Franz Haller von Hallerstein (cca 1860, litografie, Josef Anton Bauer)

Pocházel ze staré německé šlechtické rodiny, která byla v jedné linii dlouhodobě usazena v Uhrách (maďarský predikát Hallerkeö je ekvivalentem německého výrazu Hallerstein). Jeho rodištěm byl zámek Sânpaul (Kerelöszentpál v Sedmihradsku, dnes Rumunsko). Narodil se jako nejmladší ze tří synů hraběte Josefa Hallera (1753–1812), c. k. komořího a vrchního župana v Kluži, a jeho manželky Marie Terezie, rozené hraběnky Koháryové (1761–1812). Původně studoval práva, ale již v roce 1813 jako kadet vstoupil do armády, bojoval v bitvě u Lipska, ještě téhož roku byl povýšen na podporučíka. V roce 1821 byl jmenován c. k. komořím a v roce 1823 byl povýšen na rytmistra. V letech 1826–1830 byl osobním pobočníkem a komorníkem uherského palatina arcivévody Josefa. V roce 1830 byl povýšen na majora a sloužil u 9. husarského pluku v Pardubicích. V roce 1833 získal hodnost podplukovníka a byl přidělen k 5. husarskému pluku v Itálii. Jako plukovník (1835) byl poté velitelem 6. husarského pluku se sídlem štábu ve Slavkově. V roce 1837 byl přeložen do Vídně, kde působil jako důstojník uherské královské gardy.
V říjnu 1842 byl jmenován do funkce chorvatského bána a téhož roku byl povýšen do hodnosti generálmajora. V Chorvatsku byl pověřen maďarizací, potlačoval národnostní projevy a v rámci Metternichovy politiky zpřísnil cenzuru. Na druhou stranu na zasedání uherského zemského sněmu v letech 1843–1844 hájil zájmy Chorvatska v rámci Uherského království, v roce 1845 finančně podpořil činnost Chorvatského národního divadla. V červenci 1845 nechal vojensky potlačit protesty v Záhřebu, došlo ke krveprolití a obětem na životech. I když není potvrzeno, že by byl za střelbu do demonstrantů osobně zodpovědný, v listopadu téhož roku na funkci bána rezignoval.
V letech 1846–1847 zastával funkci nejvyššího hofmistra arcivévody Ludvíka Viktora, nejmladšího bratra císaře Františka Josefa. V revolučních letech 1848–1849 se zúčastnil bojů v Itálii a v roce 1848 byl povýšen do hodnosti polního podmaršála. Krátce působil jako velitel pevnosti Peschiera. V roce 1850 odešel do výslužby, ale v roce 1856 byl reaktivován jako zástupce uherského místodržitele arcivévody Albrechta. V roce 1859 dosáhl hodnosti generála jezdectva a v roce 1860 byl znovu penzionován. V letech 1865–1867 byl pověřen vedením sedmihradské dvorské kanceláře a nakonec od roku 1867 zastával čestnou hodnost kapitána uherské královské gardy.
Zemřel svobodný a bezdětný ve Vídni 5. března 1875 ve věku nedožitých 79 let, pohřben byl na hřbitově ve svém rodišti v Sânpaul.

## Tituly a ocenění
Jako chorvatský bán byl v roce 1842 jmenován c. k. tajným radou s nárokem na oslovení Excelence. V roce 1861 byl jmenován doživotním členem rakouské Panské sněmovny. Za zásluhy obdržel také několik vyznamenání, byl nositelem velkokříže Řádu sv. Štěpána a Řádu železné koruny I. třídy a komandérem Leopoldova řádu. Od zahraničních panovníků získal saský Civilní záslužný řád a rytířský kříž sardinského Řádu sv. Mořice a Lazara. Získal čestné občanství v Budapešti a byl čestným majitelem husarského pluku č. 12. V roce 1869 byl dekorován Řádem zlatého rouna.